# Hewlett Packard HP-9830
Hewlett Packard HP-9830 (HP-9830) је професионални рачунар фирме Хјулит Пакард (Hewlett Packard) који је почео да се производи у Сједињеним Америчким Државама током 1972. године.
Користио је 16-битну (састоји се од 4 штампане плоче) микропроцесорску јединицу а RAM меморија рачунара је имала капацитет од 3,5 KB до 16 KB - 9830B: 16 KB. 

## Детаљни подаци
Детаљнији подаци о рачунару HP-9830 су дати у табели испод.
|                       |                                                                                       |
| [ 1 ]                 |                                                                                       |
| Произвођач            | Хјулит Пакард                                                                         |
| Тип                   | професионални рачунар                                                                 |
| Меморија              | 3,5 до 16 - 9830B: 16 KB                                                              |
| Поријекло             | Сједињене Америчке Државе                                                             |
| Година                | 1972                                                                                  |
| Тастатура             | пуни помак тастера, 107 тастера са нумеричком тастатуром, функцијски и тастери смјера |
| Процесор              | 16-битни, састоји се од 4 штампане плоче                                              |
| Фреквенција процесора | непознато                                                                             |
| RAM                   | 3,5 до 16 - 9830B: 16 KB                                                              |
| ROM                   | од 15 све до 62 (31 16-битних ријечи)                                                 |
| Текст                 | LED показивач. 1 линија x 32 алфанумеричка знака                                      |
| Графика               | нема                                                                                  |
| Боја                  | црвена                                                                                |
| Звук                  | уграђени звучник и "BEEP" команда у Бејсик преводиоцу                                 |
| Димензије             | 46 (ширина) x 63,5 (дубина) x 15,2 (висина) / 21                                      |
| Портови               |                                                                                       |
| Оперативни систем     |                                                                                       |